# Американо-боливийские отношения
Американо-боливийские отношения — двусторонние дипломатические отношения между США и Боливией.

## История
Соединенные Штаты установили дипломатические отношения с Боливией в 1849 году после обретения последней независимости от Испании. Боливия является одной из беднейших стран Западного полушария, большая часть её населения живёт в бедности, страна сталкивается с серьёзными экономическими и социальными проблемами. США и Боливия поддерживают дружественные отношения.
Боливия является крупнейшим мировым производителем коки и кокаина, не выполняет международные обязательства по борьбе с нелегальными наркотиками, что является основной проблемой в двусторонних отношениях с США. На протяжении веков небольшое количество боливийского листа коки можно было жевать и использовать в проведении традиционных ритуалов, но в 1970-х и 1980-х годах с появлением торговли наркотиками это привело к быстрому росту производства кокаина. В 2006 году в Боливии вступил в должность президента Эво Моралес, который был критически настроен к «нео-либеральной» экономической политике. Отношения с Соединёнными Штатами ухудшились, так как правительство Боливии начало пересматривать важные элементы сотрудничества. В 2008 году правительство Боливии выслало из страны посла США и запретило деятельность на своей территории Агентства США по международному развитию.
США и Боливия возобновили диалог в 2009 году для нормализации отношений, который завершился в 2011 году подписанием двустороннего рамочного соглашения о возобновлении дружеских отношений. Соединенные Штаты предоставляют помощь для Боливии в рамках программ по укреплению здравоохранения, экономического развития, борьбы с производством наркотиков и торговлей людьми.

## Торговля
Соединенные Штаты являются одним из главных торговых партнёров Боливии. Экспорт США в Боливию: автомобили, транспортные средства, летательные аппараты, оптические и медицинские инструменты, сельскохозяйственная продукция. Импорт США из Боливии: серебро и ювелирные изделия, нефть, олово, бразильские орехи и прочая сельскохозяйственная продукция. Правительство Боливии приступило к национализации компаний, которые были приватизированы в 1990-е годы.